# Stiftelsen Marta Sandwall-Bergströms författarfond
Stiftelsen Marta Sandwall-Bergströms författarfond är en författarfond skapad 1999 av Martha Sandwall-Bergström som dels delar ut stipendier till forskare och författare, dels ett barnlitterärt pris, Kulla-Gullapriset. Fonden delar ut Kulla-Gulla-priset till en författare av barn- och ungdomslitteratur vartannat år och stipendium till författare och forskare i ämnet vartannat år.  

## Stipendiater - forskar- och författarstipendier
- 2000 – Eva Söderberg
- 2002 – Helene Ehriander
- 2007 – Elina Druker
- 2009 – Maria Andersson och Annika Gunnarsson (delat stipendium)
- 2011 – Lotta Paulin
- 2013 – Magnus Öhrn
- 2015 – Helen Asklund, Birgitta Theander och Lydia Wistisen
- 2017 – Martin Hellström, Kelly Hübben och Katarina Kieri
- 2019 – Malin Nauwerck, Peter Kostenniemi och Stefan Casta
- 2021 – Katarina von Bredow, Sara Lövestam, Per Nilsson, Sofia Nordin, Mårten Sandén och Annika Thor, Tuva Haglund och Hilda Jakobsson. [2]
- 2023 – Melody Farshin, Malin Drugge och Louise Almqvist[3]